# 엘리자베트 폰 외스터라이히 여대공
오스트리아의 엘리자베트(프랑스어: Élisabeth d'Autriche 엘리자베트 도트리슈[*], 독일어: Elisabeth von Österreich 엘리자베트 폰 외스터 라이히[*], 1554년 7월 5일 ~ 1592년 1월 22일)는 프랑스 국왕 샤를 9세의 왕비이다. 신성 로마 제국의 황제 막시밀리안 2세와 스페인의 마리아 사이에서 태어난 둘째 딸이다. 스페인 왕비 오스트리아의 아나와 신성 로마 제국의 황제 루돌프 2세의 동생이자, 신성 로마 제국의 황제 마티아스의 누나이다. 1570년 샤를 9세와 결혼했으나 심신이 건강하지 못했던 남편은 1574년 세상을 떠났다. 샤를 9세와의 사이에 딸 마리 엘리자베트를 두었지만 어려서 잃었다. 남편의 사후에는 모국으로 돌아와 빈에서 죽었다.